# Darrell Ceciliani
Darrell Albert Ceciliani (Tracy, 22 giugno 1990) è un giocatore di baseball statunitense, di ruolo esterno sinistro. Dal 6 novembre 2017 è free agent.

## Minor League
Ceciliani venne selezionato al 4º giro del draft amatoriale del 2009 come 134a scelta dai New York Mets. Nello stesso anno iniziò nella Appalachian League rookie con i Kingsport Mets, chiudendo con .234 alla battuta, 13 RBI e 29 punti (run in inglese) in 42 partite. Nel 2010 passò nella New York-Penn League singolo A breve stagione con i Brooklyn Cyclones finendo con .351 alla battuta, 35 RBI e 56 punti in 68 partite, ottenendo un premio individuale.
Nel 2011 passò nella South Atlantic League singolo A con i Savannah Sand Gnats finendo con .259 alla battuta, 40 RBI e 62 punti in 109 partite. Nel 2012 passò nella Florida State League singolo A avanzato con i St. Lucie Mets finendo con .329 alla battuta, 10 RBI e 19 punti in 23 partite, ottenendo un premio.
Nel 2013 passò nella Eastern League doppio A con i Binghamton Mets finendo con .268 alla battuta, 44 RBI e 61 punti in 113 partite.

## Major League
Ceciliani debuttò nella MLB nel 2015.

## Vittorie e premi
- MiLB Organization All-Star (2012)
- Mid-Season All-Star della New York-Penn League con i Brooklyn Cyclones (07/08/2010).